# Villas (Floryda)
Villas – jednostka osadnicza w Stanach Zjednoczonych, w stanie Floryda, w hrabstwie Lee.